# سبيب
سبيب (بالفرنسية: Système de Publication pour l'Internet، واختصارا SPIP)‏ برمجية حرة لإدارة مواقع الانترات أي أنظمة إدارة المحتوى. استخدم أولا لإدارة مواقع صحافيّة من قبيل لوموند ديبلوماتيك وما لبث أن انتشر في كلّ أوساط مستخدمي إنترنت من مؤسسات وجمعيات وأفراد فقد اشتهر بسهولة استخدامه وإدارته وصيانته.
سبيب اختزال لنظام النشر للإترنت المشترك وشعاره سنجاب إذ أنّ «سبيب» بفرنسية بلديكا تعني «سنجاب».

## وصلات خارجية
- سبيب على موقع Open Hub (الإنجليزية)
- سبيب على موقع Framasoft (الفرنسية)
- الموقع الرسمي
- صفحة برنامج سبيب  على أوبن هب
- سبيب وتعدد اللغات وأنا